# Odontaspis ferox
El tiburón liso también denominado en español monstruo de Malpelo, solrayo o tiburón dientes de perro (Odontaspis ferox) es una especie de tiburón de la familia odontaspididae que se encuentra en los océanos y mares tropicales y subtropicales.

## Descripción
- Cuerpo alargado y fusiforme.
- Hocico cónico y largo.

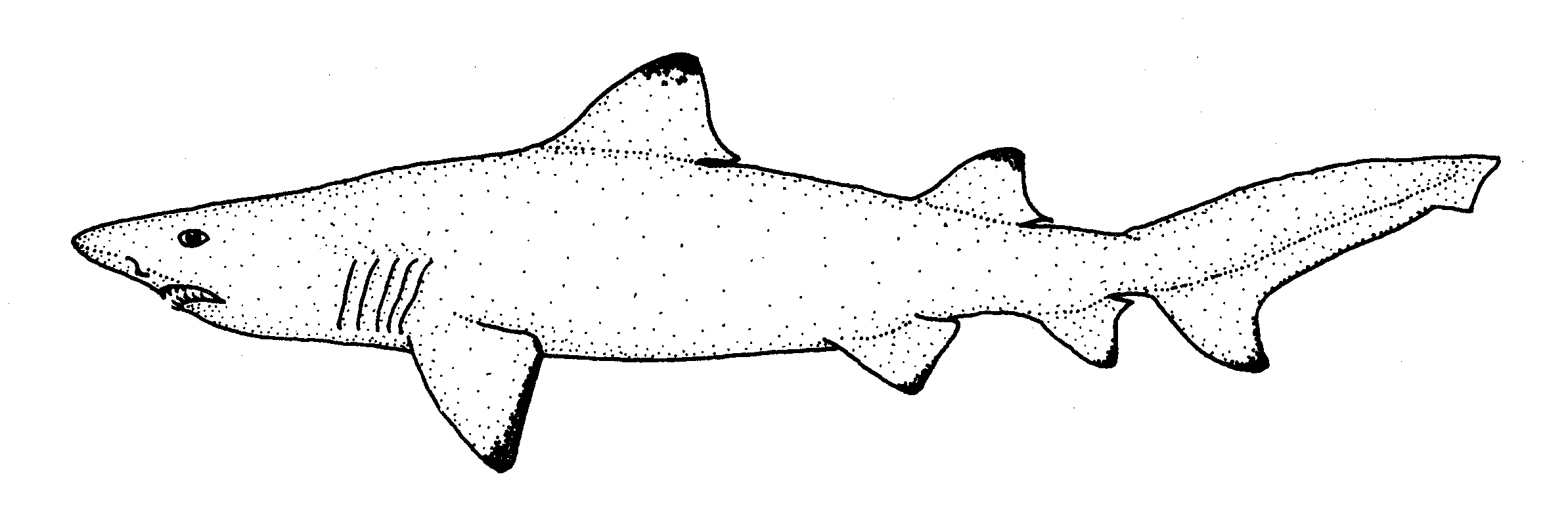
Ilustración de un Odontaspis ferox.

- Presenta dos aletas dorsales, la primera mayor que la segunda y situada cerca de la inserción de las pectorales.
- Sin membrana nictitante.
- Con cinco pares de hendiduras branquiales.
- La coloración general es gris, sin manchas oscuras.
- Tiene una longitud total de 360 cm.
- El macho alcanza la madurez a los 275 cm y la hembra a los 360 cm.

## Hábitat
Vive en fondos arenosos entre 13 y 420 m de profundidad. Han sido capturados en lugares muy dispersos en todo el mundo, lo que indica una distribución posiblemente circuntropical. En el este del Océano Atlántico, se sabe desde el Golfo de Vizcaya al sur de Marruecos, incluyendo el mar Mediterráneo, las Azores y las Islas Canarias. En el Atlántico occidental, se ha avistado desde Carolina del Norte y Florida (Estados Unidos) a la Península de Yucatán (México), y Fernando de Noronha (Brasil). También se conoce que habita en los océanos Índico y Pacífico (Incluyendo la Isla Malpelo(Colombia). Abundantes en las costas de Japón, Australia y Maldivas.

## Alimentación
Come pequeños peces óseos, crustáceos y cefalópodos.

## Reproducción
El tamaño de los pequeños al nacer es de 105 cm de longitud.

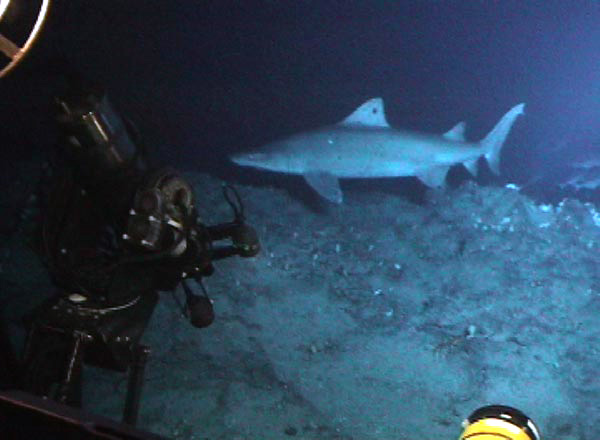
Observación de un ejemplar en su hábitat natural (costas de Florida).

## Aprovechamiento
En Japón se usa su aceite, pero su carne se considera de mala calidad. En otros lugares es demasiado infrecuente para tener relevancia comercial.